# My Tutor Friend
Pour plus de détails, voir Fiche technique et Distribution.
My Tutor Friend (en hangul : 동갑 내기 과외 하기; RR : Donggabnaegi gwaoehagi) est une comédie romantique sud-coréenne réalisée par Kim Kyeong-hyeong, sortie en 2003. Il s'agit de l'adaptation d'une série d'histoires de Choi Su-wan, publiées sur internet en 2000.
Le film se concentre sur une étudiante en deuxième année à l'université. Su-wan donne des cours au fauteur de troubles, Ji-hoon, qui redouble sa dernière année de lycée pour la troisième fois. Le film a été en tête du box-office sud-coréen pendant cinq semaines consécutives, devenant le troisième film coréen des plus gros succès du box-office de l'année 2003.

## Synopsis
Choi Su-wan, 21 ans, est étudiante en langue anglaise et est en deuxième année à l'université. Sa mère travaille dans l'entreprise familiale où elle vend du poulet frit. Sous l'autorité de celle-ci, elle donne des cours à des étudiants en difficulté scolaire. Souvent impulsive, elle a été renvoyée de plusieurs tutorats. Sa mère a une amie riche et celle-ci veut que son fils, Kim Ji-hoon, ait un tuteur qui l'aide pour qu'il puisse réussir les examens pour obtenir son diplôme d'études secondaires. Sous la pression de sa mère, elle commence à donner des cours à Kim Ji-hoon, un cancre et rebelle de 21 ans, encore au lycée et qui a passé quelques années aux États-Unis pour étudier. Contraint lui aussi de suivre les cours de Choi Su-wan, Kim Ji-hoon tente de la dissuader par tous les moyens afin qu'elle abandonne mais elle n'est pas du genre à se laisser faire...

## Fiche technique
Cette fiche technique est établie à partir de KMDb.
- Titre original : 동갑 내기 과외 하기, Donggabnaegi gwaoehagi
- Titre international : My Tutor Friend
- Réalisation : Kim Kyeong-hyeong
- Scénario : Park Yeon-seon, basé sur une série d'histoire de Choi Su-wan, publiées sur internet.
- Production : Lee Seo-yeol, Heo Dae-yeong et Jang Yeong-gwon
- Direction artistique : Kim Hyeon-ok
- Photographie : Ji Kil-woong et Na Seung-yong
- Montage : Go Im-pyo
- Musique : Lee Kyung-sub
- Son : Lee Seung-chul
- Assistant réalisateur : Moon Dong-shik
- Costumes : Kim Jin-u
- Effets spéciaux : Ha Seung-nam
- Effets visuels : Kim Tae-hun et Park Kyung-yeol
- Sociétés de production : CJ Entertainment, Corea Entertainment et Discovery Venture Capital
- Société de distribution : CJ Entertainment
- Pays de production :  Corée du Sud
- Langue originale : Coréen
- Format : Couleur - 1.85 : 1
- Dates de sortie :
  - Corée du Sud : 7 février 2003
  - France : 15 mai 2003
  - Hong Kong : 28 août 2003
  - Thaïlande : 23 février 2005 (limité)
  - Japon : 24 août 2005

## Distribution
- Kim Ha-neul : Choi Su-wan
- Kwon Sang-woo : Kim Ji-hoon
- Gong Yoo : Lee Jong-soo
- Kim Ji-woo : Yang Ho-kyung
- Baek Il-seob : Kim Bong-man, le père de Ji-hoon
- Kim Ja-ok : La mère de Su-wan
- Kim Hye-ok : La mère de Ji-hoon
- Oh Seung-Geun : Le père de Su-wan
- Seo Dong-won : Chang-hee
- Park Hyo-jun : Hyeok-jae
- Jung Woo : Voyou
- Lee Seung-won : Prêtre, premier amour de Su-wan
- Uhm Seong-mo : Kim Se-hoon, frère cadet de Ji-hoon

## Production

### Développement
Choi Su-wan était étudiante en langue coréenne et anglaise en 1999 quand elle a accepté de devenir la tutrice d'un riche délinquant de son âge, Kim Ji-hoon. Elle a publié ses propres expériences en juin 2000 sur un site communautaire dans une série de vingt épisodes. Sa série, Su-wan-ee, My Tutor Friend  a attiré un large nombre d'internautes avec une moyenne de 15 000 internautes pour chaque épisode. La série a ensuite été présenté sur le site spécialisé dans la bande dessinée en ligne, www.puha.co.kr. En raison de sa popularité, il est apparu en version imprimée dans les numéros mensuels d'un magazine local sous le titre He and I écrit par Shim Hye-jin. Cela a été ensuite publié en un seul volume en 2001 par Daewon CI. Cette même année, la compagnie cinématographique Corea Entertainment a acheté les droits d'auteur et le scénariste Park Yeon-seon l'adapté en scénario.

## Réception du film

### Box-office
| Pays         | Box-office        |
| Corée du Sud | 4 937 573 entrées |

- Le film devient le troisième film des plus gros succès du box-office sud-coréen de l'année 2003 après Silmido de Kang Woo-suk et Memories of Murder de Bong Joon-ho[2].
- À Séoul, 1 622 064 billets sont vendus depuis le jour de la sortie du film en 10 semaines en comprenant les billets vendus en 2004[2].

| Pays ou région | Date                  | Box-office (en monnaie locale) | Box-office (en dollars américains) | Semaine |
| Corée du Sud   | 21 au 27 février 2003 | 13 684 988 750 KRW             | 11 534 886 $                       | 8       |
| Corée du Sud   | 14 au 20 février 2003 | 16 190 349 104 KRW             | 13 569 985 $                       | 7       |
| Corée du Sud   | 7 au 13 février 2003  | 15 861 975 115 KRW             | 13 221 618 $                       | 6       |

### Réception critique
Le film a été comparé à l'un des plus gros succès du box-office sud-coréen, My Sassy Girl, la comédie romantique sud-coréenne réalisé en 2001 par Kwak Jae-yong, qui aussi a été publié sur Internet. Bien que critiqué pour sa trop longue seconde partie et l'utilisation prévisible de tropes de comédie romantique, le film a été salué pour son dialogue spirituel et le mélodrame évité, et la chimie et les performances charismatiques de ses deux acteurs principaux, Kim Ha-neul et Kwon Sang-woo.

## Suite
Une suite dérivée du film My Tutor Friend 2 est sorti en 2007. Bien que promu comme une suite, le film contient des personnages complètement différents, et suit seulement le principe de base d'un garçon et une fille du même âge qui se rencontre en tant qu'étudiant et tuteur et tombent amoureux l'un de l'autre. Dans le spin-off, l'étudiant de sexe masculin, Jong-man incarné par Park Ki-woong enseigne le coréen à une étudiante d'échange coréenno-japonais, Junko jouée par Lee Chung-ah.